# Bill Finger
Bill Finger   (Denver, 8 de febrer de 1914 - Manhattan, 18 de gener de 1974) va ser un escriptor estatunidenc. És conegut per haver creat amb Bob Kane el personatge de Batman i per haver escrit durant molts anys els guions de les seves aventures.

## Contribucions

### Els seus començaments
Bill Finger, descendent d'una família jueva, va néixer a Denver a Colorado. El seu pare, Louis Finger, nascut l'any 1890 a Àustria, va emigrar als Estats Units l'any 1907, i la seva mare Tessie (nascuda Circa) va néixer l'any 1893 a Nova York
Apassionat dels thrillers i dels "pulp fiction" (anomenat així per les històries barates aparegudes en aquell moment a la col·lecció), Bill Finger també va fer de venedor de sabates per subsistir. Era amic del dibuixant Bob Kane, i va col·laborar regularment amb ell.
L'any 1939, veient l'èxit de Superman, Vincent Sullivan editor de Nacional Publicacions (que esdevindra DC Comics) va decidir publicar més còmics de superherois. Li va demanar a Bob Kane que crees un nou superheroi. Aquest últim va pensar de crear-ne un d'anomenat "Birdman" a continuació "The Bat-Man" final-ment li va demanar consell al seu amic Bill Finger aquest va aconsellar a Bob Kane que és repenses la disfressa (canviant del roig al negre, redissenyant la capa de Batman, i afegint les orelles punxegudes) i escriu la primera història de Batman: The Case of The Cheminal Syndicate publicada a Detective Comics numero 27.

### La continuació de la seva carrera
L'èxit és immediat i Kane signa un contracte avantatjós amb DC Comics. No essent oficialment l'autor de la història, Bill Finger no s'inclou al contracte, tanmateix DC Comics s'assabenta molt aviat de la seva existència i el lloga per escriure guions de Batman.
Anys després, Kane va admetre el paper essencial de Bill Finger, per crear el personatge de Batman, però també el del seu alter ego Bruce Wayne ("Les similituds entre els noms - Bruce Wayne, Bob Kane - era probablement una de les raons per a les quals Bill va trobar aquest nom" va declarar Bob Kane), així com els personatges de Robin, del Joker, del Pingüí, de Catwoman, de El Dues Cares (Two-Face), etc. Bill Finger és també l'encarregat per DC Comics de desenvolupar un nou heroi creat pel jove Martin Nodell. Així doncs, va escriure les primeres històries de Green Lantern durant els anys quaranta i va contribuir al desenvolupament d'aquest heroi, que evolucionarà molt amb el temps.
Bill Finger és de vegades reemplaçat als guions de Batman. Gardner Fox per exemple, és qui el reemplaça puntualment i qui introdueix els elements clàssics de l'armament de Batman (el cinturó, el Batplanejador i el Batbumerang). Bill Finger continuarà tanmateix escrivint guions per Batman durant 20 anys, no poques vegades sense que se li reconegués la seva autoria. Va morir el gener de 1974 a l'edat de 59 anys d'una ateroesclerosi coronaria oclusiva, Finger havia tingut tres crisis cardíaques: l'any 1963, 1970 i 1973. Encara que Sinclair i d'altres persones creguessin durant molt de temps que havia estat enterrat a la tomba d'un terrisser no identificat, el seu cos el va reclamar el seu fill Fred, que va honorar el seu desig de ser cremat i que les seves cendres fossin escampades en forma de ratpenat en una platja d'Oregon.[réf. necessari].
Encara avui, totes les històries de Batman, en còmic, al cinema o a la televisió, porten l'esment «Batman creat per Bob Kane» mentre que no és fa cap esment de Bill Finger. La seva reputació és tanmateix molt important en els guionistes de còmics, però també en els historiadors de còmic que han vetllat sovint perquè es recordes el seu paper capital a la creació del personatge de Batman.

## Premis i guardons
- 1994 : Temple de la fama Jack Kirby (a títol pòstum)
- 1999 : Temple de la fama Will Eisner (a títol pòstum)
- 2005 : Creació del premi Bill Finger pel Comic-Con
- (101723) Finger, es un asteroide que porta el seu nom